# حدأة أصهب الفخذ
حدأة أصهب الفخذ (الاسم العلمي: Harpagus diodon) هو نوع من فصيلة بازية.